# John Lingard
Rev. John Lingard (5 de fevereiro de 1771 — 17 de julho de 1851) foi um sacerdote e historiador católico romano inglês, autor deThe History of England, From the First Invasion by the Romans to the Accession of Henry VIII, 8 volume de trabalho publicado em 1819. Lingard era professor no Colégio de Inglês de Douai, e no seminário em Crook Hall, e mais tarde no St. Cuthbert's College. Em 1811, ele se aposentou em Hornby, em Lancashire, para continuar trabalhando em seus escritos.

## Biografia
Nascido em 1771 na St Thomas Street, no centro de Winchester, filho de pais recusantes, John Lingard era filho de John e Elizabeth Rennell Lingard. Sua mãe era de uma antiga família católica que havia sido perseguida por suas crenças; seu pai era, por profissão, um carpinteiro, que havia se convertido ao catolicismo após o casamento. Cada um deles migrou de sua cidade natal, Claxby, em Lincolnshire, primeiro para Londres, onde se conheceram mais uma vez e se casaram, depois de um breve retorno a velha casa, em Winchester, onde ele nasceu.
O bispo Challoner recomendou o jovem John Lingard para um enterro no English College de Douai, França. Ele entrou na faculdade em setembro de 1782, para iniciar o treinamento para o sacerdócio. No English College, ele se destacou nas ciências humanas antes de iniciar o estudo de teologia. No final de seu curso de filosofia, ele foi contratado como professor de gramática em uma das escolas inferiores. Escapando por pouco dos ataques de multidões na época da Revolução Francesa, após a declaração de guerra entre o Reino da Grã-Bretanha e a França, ele retornou à Inglaterra em 1793, encarregado de dois irmãos chamados Oliveira e William, depois Lord Stourton. Por quase um ano, ele foi tutor do jovem Stourton na residência do Baron Stourton, perto de York.

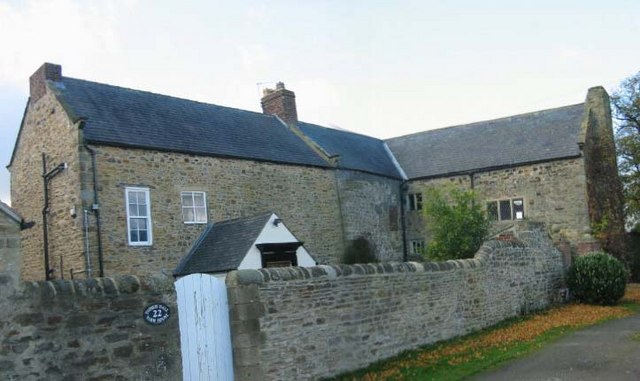
Tudhoe Old Hall

Quando Lingard soube que vários de seus alunos de Douai haviam chegado à escola do padre Arthur Storey em Tudhoe, ele pediu licença ao barão para se juntar a eles, o que foi concedido.
Em 1792 Rev. Thomas Eyre, foi nomeado para a missão de Pontop Hall, perto de Lanchester, County Durham. Em 1794, o bispo William Gibson pediu a Eyre que cuidasse dos estudantes do norte que haviam sido expulsos de Douai e que estavam temporariamente em Tudhoe sob John Lingard. O Sr. Eyre transferiu Lingard e seus alunos para Pontop Hall e depois para Crook Hall, todos a alguns quilômetros de Durham. Nominalmente, Lingard ocupou a cadeira de filosofia; praticamente, além dos deveres de vice-presidente do Rev. Thomas Eyre, ele também assumiu o cargo de prefeito de estudos, procurador e professor de história da igreja.
Lingard concluiu seus estudos teológicos e foi ordenado em York em abril de 1795. Em 1805, ele escreveu uma série de cartas que, após sua publicação em um periódico, foram coletadas como Vindicação da Lealdade Católica. Em 1806, apareceu a primeira edição de As Antiguidades da Igreja Anglo-Saxônica, um desenvolvimento de suas palestras informais. Ele permaneceu no Crook Hall por quatorze anos, até que em 1808, o seminário se mudou para o St. Cuthbert's College. Lingard doou um vitral à capela de St. Cuthbert em Ushaw.

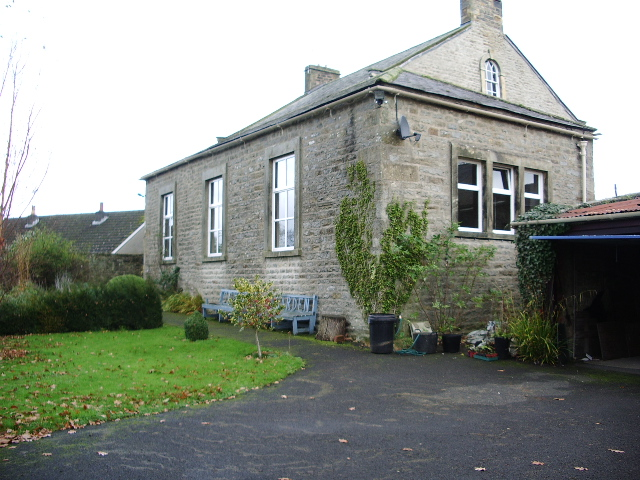
Igreja Católica de Santa Maria, Hornby

Com a morte do padre Eyre em 1810, Lingard, tendo continuado como vice-presidente, governou a faculdade, ao mesmo tempo ensinando teologia. Em 1811, ele se aposentou para assumir o comando da missão isolada em Hornby, perto de Lancashire. Ele foi oferecido a presidência do St Patrick's College, Maynooth e Old Hall Green, mas recusou os dois.
Em 1819, os três primeiros volumes da História da Inglaterra foram publicados. O volume I foi originalmente concebido como livro didático para escolas. Em 1821, o papa Pio VIII criou Lingard um Doutor em Divindade. Um quarto volume se seguiu em 1823, trazendo a história até o reinado de Eduardo VI. Ele construiu a Igreja de Santa Maria com os rendimentos do volume IV da História da Inglaterra. Lingard se referiria a ele de brincadeira como "Capela de Henrique VIII". (A Igreja é um edifício listado como Grade II. ) Quando viajou a Roma para pesquisar em 1825, o papa Leão XII lhe deu uma medalha de ouro. Os volumes subsequentes apareceram em intervalos até que ele concluiu o trabalho em 1849.
Lingard também foi o autor do hino católico muito popular da Virgem Maria, intitulado Hail Queen of Heaven, a estrela do oceano, vagamente baseado no cântico latino latino medieval Maris Stella. J. Vincent Higginson descreveu-o como "um dos mais antigos hinos vernaculares ingleses comumente encontrados em hinários católicos".
Lingard morreu em Hornby em 17 de julho de 1851, com oitenta e um anos. Ele foi enterrado, a seu pedido, no claustro do cemitério da faculdade em Ushaw.

## Escritos

### As Antiguidades da Igreja Anglo-Saxônica
As Antiguidades da Igreja Anglo-Saxônica surgiram de uma série de conversas informais que Lingard deu em Ushaw. Eles foram compilados e editados e publicados em Newcastle em 1806. Lingard enfatizou que ele extraiu suas informações, sempre que possível, de obras originais. Ele demonstrou que a igreja na Inglaterra cresceu simultaneamente com a expansão de estruturas políticas e que a estrutura institucional da igreja plantada por Agostinho de Canterbury se desenvolveu dentro do ambiente político-social dos reinos anglo-saxões. Lingard argumentou que ". . . Ao preservar o uso da língua latina, impuseram ao clero a necessidade de estudo, mantiveram vivo o espírito de aperfeiçoamento e transmitiram às gerações futuras os escritos dos clássicos e os monumentos da história profana e eclesiástica. " Em sua discussão sobre os santos e seus livros sagrados, Lingard implica uma continuidade entre os cristãos anglo-saxões e os católicos romanos ingleses de seus dias, alguns dos quais mantiveram a custódia dos manuscritos antigos.  A seção referente a Ecgberht de Ripon, Vilibrordo e Bonifácio de Mongúcia sugere que várias práticas e tradições muitos de seus contemporâneos considerariam "romanas", onde foram realmente exportadas para o continente pelos ingleses.  Ao estabelecer uma conexão entre os cristãos anglo-saxões e os católicos romanos do século XIX, ele procurou mostrar que estes não eram apenas bons cristãos, mas também ingleses bons e leais.

### A História da Inglaterra
O principal objetivo de sua principal obra, The History of England, é enfatizar os efeitos desastrosos da Reforma. O livro foi posteriormente expandido pelo autor e o título alterado para refletir o período coberto. À medida que cada volume adicional aparecia, a reputação da História aumentava, enquanto Lingard continuava revisando e aprimorando todo o trabalho. A maior parte dos ganhos desse projeto e de outros escritos foram direcionados à educação dos alunos ao sacerdócio.
Em seu estilo e apresentação da história do inglês, Lingard demonstra a maneira predominante de bolsa de estudos católica - ele não dá, por exemplo, nenhuma indicação de que é um padre na página de rosto e professa enfaticamente escrever uma história imparcial. Mas, em uma reviravolta curiosa, sua História por sua imparcialidade é um apologético católico, e o desejo de Lingard por imparcialidade é um reflexo da situação política e intelectual católica na era da Emancipação.
A posição católica no início do século XIX, politicamente falando, era a de um corpo minoritário, aliado ao grupo político Whig-Radical-Dissenting, e buscando a liberdade religiosa e política. Essa aliança encorajou os intelectuais católicos antigos a apresentar seus argumentos de forma "liberal" e "razoável" - a vantagem argumentativa disso é que os católicos eram apresentados como esclarecidos e tolerantes, e sua oposição como preconceituosa e preconceituosa.
O próprio Lingard argumentou que um de seus principais deveres como historiador era:
"pesar com cuidado o valor das autoridades nas quais confio e observar com ciúmes os trabalhos secretos de meus próprios sentimentos e posses pessoais. Essa vigilância é uma questão de necessidade para todo escritor de história. . . Caso contrário, ele será continuamente tentado a fazer uso injusto do privilégio do historiador; ele sacrificará os interesses da verdade aos interesses do partido, nacional ou religioso ou político ". (J. Lingard, "History of England", vol 1, 6ª edição, Londres: Charles Dolman, 1854, p. 6. )
Lingard adotou uma abordagem não controversa e sóbria da história, com ênfase em fatos incontestáveis e usando fontes primárias, e não secundárias. Na História, Lingard enfrenta a tarefa de convencer os protestantes das verdades fundamentais da fé católica, mantendo uma apresentação imparcial da verdade histórica. Ele possui pouco senso de "pregar aos convertidos" (em um sentido muito literal), e visa seu trabalho mais a influenciar os protestantes do que aplacar sua oposição ultramontana. Em uma carta de 18 de dezembro de 1819, Lingard escreveu: "... minha única chance de ser lida pelos protestantes depende de eu ter a reputação de um escritor moderado. O bem a ser feito é escrever um livro que os protestantes lerão. " (Lingard to Kirke, em Haile, Bonney, Life and Letters of John Lingard, 1771-1851, London: 1912, pp 166-67).
A História de Lingard também é uma demonstração adequada das vantagens que um historiador católico da época pode ter tido em termos de imparcialidade. A religião de Lingard o isolou em grande parte do nacionalismo dominante que cercava os historiadores protestantes, bem como do crescente conceito " providencialista " de história. A força de argumentação de Lingard, no entanto, continuou a ser popular, e a influência da animosidade protestante pelo apologético católico também o levou a desenvolver um julgamento crítico agudo. Ele se dedicou à precisão e detalhes absolutos e a História foi um trabalho inovador no uso de fontes primárias. Lingard fez uso extensivo de arquivos do Vaticano e expedições francesas, italianas, espanholas e inglesas, coleções de documentos e documentos estatais - o primeiro historiador britânico a fazê-lo. A natureza periférica do catolicismo inglês o colocou em uma posição de "observador externo" de grande parte da cultura intelectual inglesa, e isso se reflete em suas obras históricas. Apesar desse efeito de distanciamento, Lingard manteve um interesse ativo na política por toda a vida e foi um notável panfletário.
A edição que geralmente é vista é um conjunto de 10 volumes "para a adesão de William e Mary em 1688". Há um conjunto de 13 volumes publicado pouco antes da morte de Lingard, que foi sua revisão final ", até o início do reinado de Guilherme III." A História foi abreviada e revisada, acrescentando material para trazer seu tratamento até o presente e usado como texto nas escolas católicas inglesas durante o século XIX.
Menos conhecida do que as obras históricas de Lingard é sua tradução publicada anonimamente dos Quatro Evangelhos em 1836. A página de rosto diz simplesmente que o trabalho é "de um católico". Lingard partiu da prática católica usual usando manuscritos gregos antigos, em vez da Vulgata Latina como a principal base da tradução. Isso resultou em representações como "arrepender-se" em vez de "fazer penitência" (Mt 3: 2). Sua disposição de se afastar dos costumes católicos contrasta com seu desprezo pelo conceito protestante de "interpretação particular" das Escrituras. Em uma nota a João 1: 1, ele declara: "Portanto, acontece que homens de toda persuasão encontram confirmação de suas opiniões peculiares nos volumes sagrados: pois, de fato, não são as Escrituras que as informam, mas que as afixa seu próprio significado para a linguagem das Escrituras ".
O trabalho de Lingard influenciou Francis P. Kenrick (1796-1863), bispo católico romano da Filadélfia e mais tarde arcebispo de Baltimore, que publicou sua própria tradução dos Quatro Evangelhos em 1849. Em 1851, Lingard se sentiu suficientemente confiante para publicar uma nova edição de seus quatro evangelhos em seu próprio nome.
William Cobbett usou a história de Lingard como uma fonte de referência imparcial para sua própria História da Reforma Protestante, na qual apresenta o argumento de que a reforma teve conseqüências desastrosas para o povo comum da Inglaterra. Seu trabalho, por sua vez, teria influência na aprovação do projeto de emancipação católica, preparando o caminho para a aceitação do público e a minimização da violência sectária.
Lingard não recebeu nenhum reconhecimento pelo establishment intelectual britânico. História da Inglaterra é um trabalho acadêmico substancial que deu um tratamento completo à história da Inglaterra. De 1811 até sua morte, em 1851, Lingard passou a maior parte de sua vida na vila de Hornby, perto de Lancaster, onde se dedicou ao estudo e à escrita. Um homem quieto e gentil, era muito apreciado pelos moradores. A popularidade de Lingard como historiador teve seu dia, mas sua contribuição para o método histórico chegou a um ponto crítico na história intelectual britânica. O fato de ele também ser padre católico, em um período turbulento para a Igreja na Inglaterra, torna essa contribuição ainda mais interessante.
Em 1821, o Papa Pio VII homenageou Lingard com um triplo doutorado - em teologia, direito canônico e direito civil - e, alguns anos depois, Leão XII conferiu a ele uma medalha de ouro geralmente dada apenas a cardeais e príncipes. Há ainda fortes evidências de que ele foi feito cardeal em pectore ("no peito") em 1826. Isso significava que o papa poderia ter anunciado a nomeação publicamente em algum momento futuro.